# Culata (motor)
La culata, tapa de cilindres o tapa del bloc del motor (també anomenada cap o capçal del motor) és la part superior d'un motor de combustió interna que permet el tancament de les cambres de combustió. Constitueix el tancament superior del bloc motor i en motors sobre ella s'assenten les vàlvules, tenint orificis amb aquesta finalitat. La culata presenta una doble paret per a permetre la circulació del líquid refrigerant. Si el motor de combustió interna és d'encesa provocat (motor Otto), porta orificis roscats on se situen les bugies. En cas de ser d'encesa per compressió (motor Dièsel) en el seu lloc porta els orificis per als injectors. La culata es construeix en fosa o en aliatge lleuger i s'uneix al bloc motor mitjançant cargols i una junta: la junta de culata.

## Història
Al començament del segle xx, els primers motors d'automòbils dels principals fabricants estaven equipats amb una culata que formava part del bloc del motor. Aquesta solució permetia obtenir un conjunt més resistent i reduïa els problemes d'estanquitat, però complicava la seva mecanització. En conseqüència, pràcticament tots els fabricants van preferir l'estructura on la culata figura de manera independent i desmuntable caragolada al bloc de cilindres. La unió d'ambdues peces es produeix de forma estanca mitjançant la denominada junta de culata.
Un dels primers propulsors fabricats en massa a partir de 1908, el robust motor tetracilíndric del Ford T, incorporava un sistema de vàlvules laterals muntades sobre el bloc, de manera que la culata desmuntable tenia una forma relativament senzilla, que contenia els orificis per a les bugies. L'adopció generalitzada de la culata plana amb les vàlvules laterals al bloc va permetre estudiar amb una major precisió la forma de la cambra de combustió per tal de millorar l'eficiència del combustible. D'aquesta manera la culata dissenyada per l'enginyer britànic Harry Ricardo als anys 1920 va ser fonamental per al disseny de gran part dels motors de l'època. La seva configuració va ser capaç de mantenir la senzilla disposició de les vàlvules laterals, però alhora era capaç de proporcionar una relació de compressió relativament alta i una adequada turbulència per afavorir l'adequada combustió del carburant.
A partir dels anys 1930, la tendència d'obtenir majors potències de propulsors econòmics de mida reduïda es va traduir al disseny de motors. Aquests motors tenien relacions de compressió cada cop més alta, una circumstància potenciada rere la Segona Guerra Mundial per la disponibilitat de gasolines i carburants amb més octà. Aquest fet va propiciar, alhora, que s'adoptés en massa el disseny de culates amb vàlvules de cap (OHV), una tecnologia amb la qual ja contava el prototip del primer motor dièsel de 1894. Aquest feia servir vàlvules de seient al cap, condicionades per un arbre de lleves, varetes d'empenta i balancins. L'any 1896 William F. Davis va presentar als Estats Units una patent d'aquest mecanisme, però mai no va arribar a posar-se en pràctica.

## Descripció
La culata és una peça complexa. Generalment, es construeix amb ferro fos o amb algun aliatge d'alumini. Les culates acostumen a fabricar-se mitjançant l'emmotllament del material fos. En el cas d'un motor de quatre temps, a la seva estructura s'inclouen tres elements:
1. Els conductes d'admissió
2. Els conductes d'escapament
3. Els conductes per a la circulació del refrigerament (als motors refrigerats per aigua) o a les aletes (als motors refrigerats per aire).

D'altra banda, depenent dels tipus de motors i les tecnologies seleccionades, serveix com a suport per als següents dispositius:
- Les vàlvules i el seu sistema de control (distribució) juntament amb el subsistema de lubricació associat
- Els dispositius d'injecció o d'encesa
- Els dispositius de muntatge de la culata sobre un bloc del motor.

## Estudis previs
Quan s'estudia una culata destinada a un motor de combustió interna modern, es contemplen tres objectius principals (no sempre compatibles):
1. bon rendiment
2. nivell de contaminació molt baix
3. cost de fabricació molt baix

La forma i la inclinació dels conductes d'admissió i d'escapament estan estudiades per crear la turbulència més grossa possible a la cambra de combustió sense reduir, tanmateix, la velocitat d'introducció dels gasos i, per tant, la taxa d'ompliment. S'ha de prestar especial atenció al fet que la secció transversal dels conductes conservi un diàmetre constant a tota la seva longitud o, si més no, una conicitat menyspreable. Les dimensions i la forma de la cambra de combustió depèn de la relació diàmetre/carretera.

## Tipus de culata

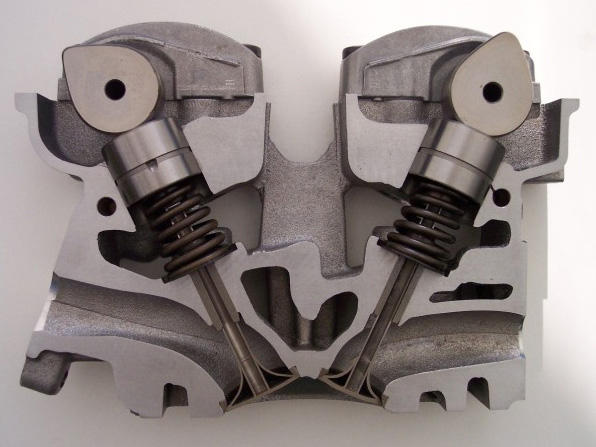
Culata tallada, mostrant les vàlvules i portes d'admissió i d'escapament, canals de refrigeració, taqués, etc
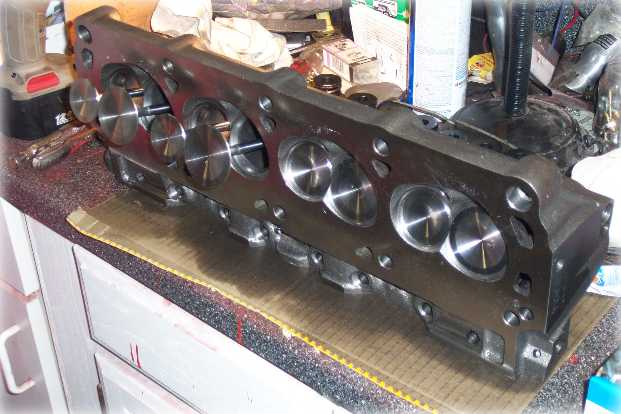
Culata d'un motor Ford
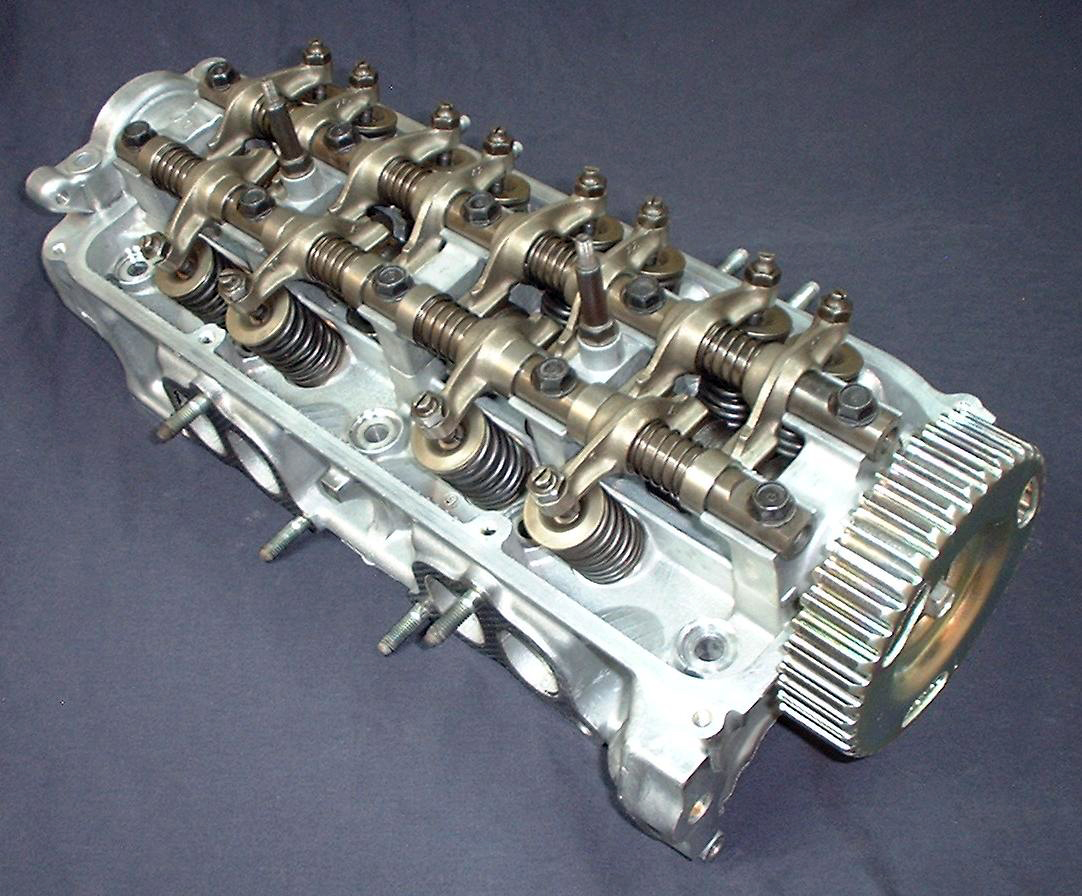
Culata amb arbre de lleves d'un motor Honda D15A3.
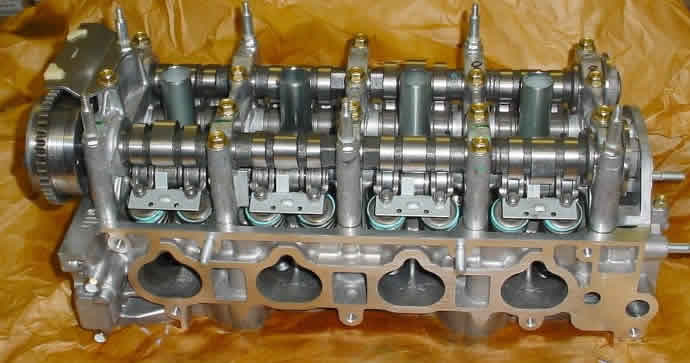
Arbre de lleves doble d'un motor Honda K20Z3.
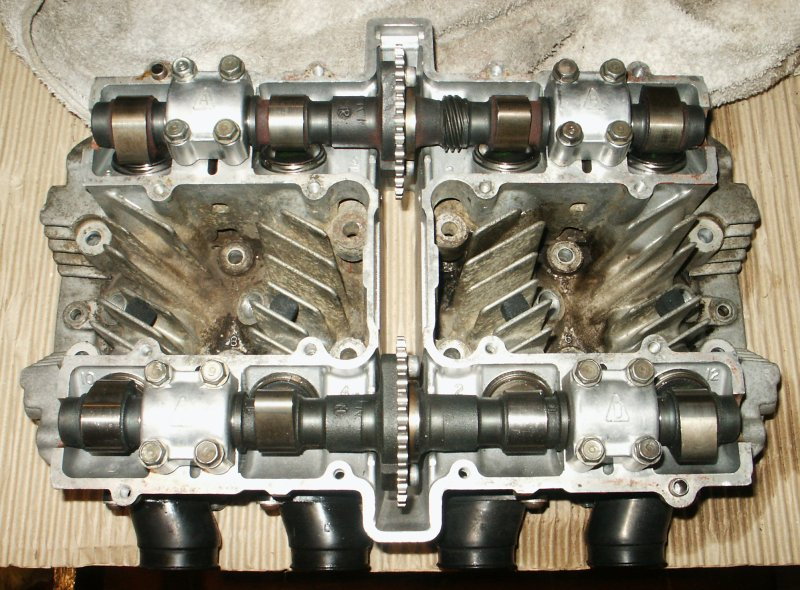
Culata de refrigeració amb aire d'un Suzuki GS550.
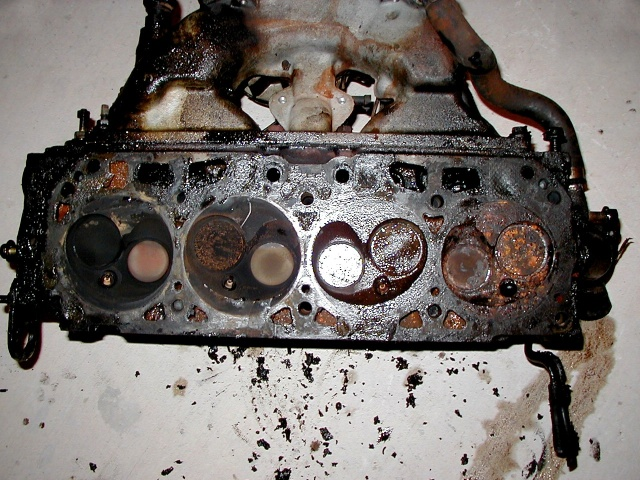
Culata d'un GMC van. Es veuen les vàlvules i part del col·lector d'escapament.